# جرج واسکوچ
ییرژی وسکووچ (به چکی: Jiří Voskovec) (۱۹۰۵ - ۱۹۸۱) که به نام جرج واسکوچ مشهور است، بازیگر، نمایشنامه‌نویس، درام‌نویس، کارگردان و مترجم چکی-آمریکایی بود که بیشتر فعالیت سینماییش در کنار جن ریچ بازیگر و نمایش‌نامه‌نویس چکی بود. او دوران مدرسه را در فرانسه گذراند و سپس به تابعیت ایالات متحده آمریکا درآمد. وسکووچ در ۷۵ فیلم سینمایی ایفای نقش کرد که در این بین تنها پنج‌تای اول چکی بودند؛ و بقیه انگلیسی یا آمریکایی بودند. از بین این هفتاد فیلم، احتمالاً مشهورترینشان ۱۲ مرد خشمگین ساخته سیدنی لومت در سال ۱۹۵۷ است که هم‌اکنون در فهرست ۲۵۰ فیلم برتر تاریخ سینما در سایت آی‌ام‌دی‌بی در رتبه پنجم قرار دارد. وسکووچ در سال ۱۹۸۱ میلادی در کالیفرنیا در اثر سکته قلبی و در سن ۷۶ سالگی درگذشت.
او در فیلم جایی در زمان بازی کرده است.